# Nicolau Aixandri
Nicolau Aixandri (Llagostera, segle xvii - Viena, 28 de novembre del 1732) fou militar català durant la Guerra de Successió Espanyola. Tinent coronel del Regiment núm. 4 Generalitat de Catalunya, va ser detingut després de la batalla de l'11 de setembre de 1714 que finalitzava el Setge de Barcelona. Fou empresonat primer a Pamplona i després, el 1719 a Segòvia. No va ser alliberat fins al 1725, gràcies al Tractat de Viena. Durant els anys de captiveri va patir escorbut i artritis.